# International Technology Roadmap for Semiconductors

L'International Technology Roadmap for Semiconductors (ITRS) est un ensemble de documents produits par un groupe d'experts de l'industrie, représentatifs d'organisations de l'industrie des semiconducteurs américains, européens, japonais, de Corée du Sud et de Taiwan. 
À sa création, en 1993, l'ITRS portait le nom de « National Technology Roadmap for Semiconductors », avant de s'internationaliser.
En 2016, l'ITRS change de nom et de stratégie pour s'appeler International Roadmap for Devices and Systems.

## Roadmaps
Le groupe produit régulièrement des rapports concernant les semi-conducteurs, et en particulier les « roadmaps » (feuilles de route) correspondant à l'évolution des technologies de gravure des processeurs.

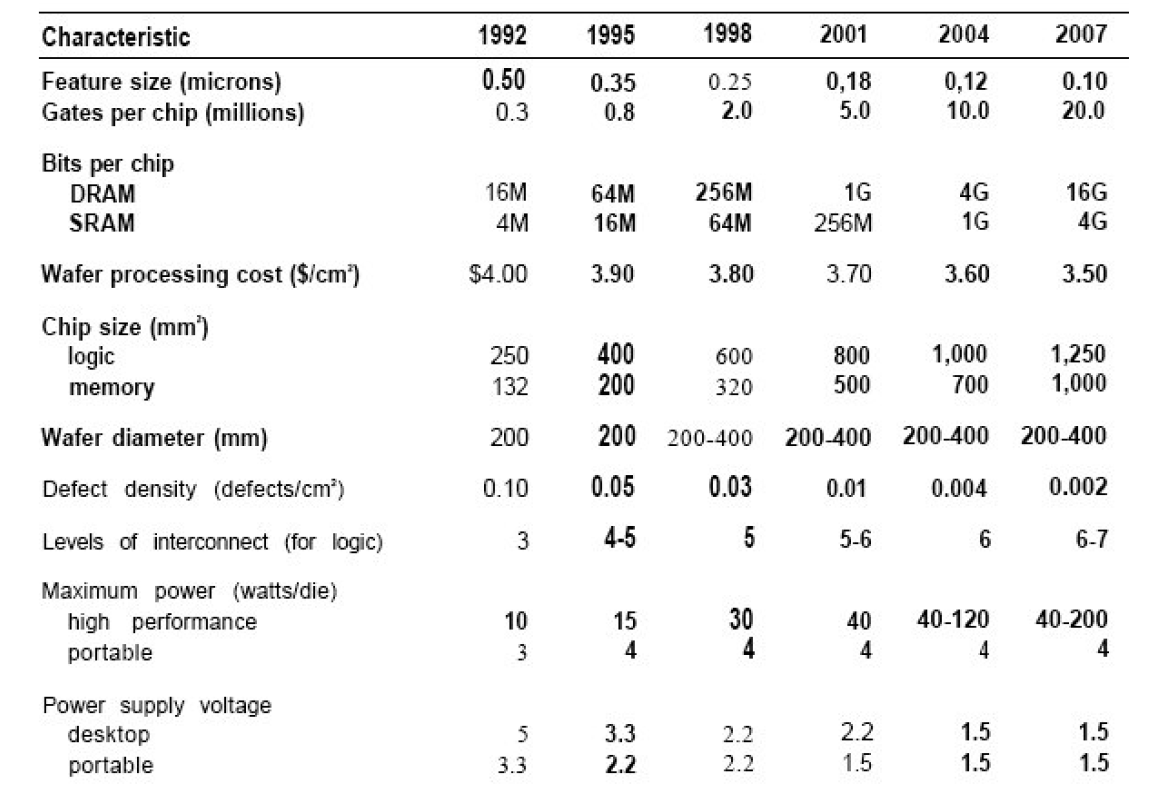
La première feuille de route, publiée en 1993.